# 十人委員会
十人委員会 （ラテン語: decemviri legibus scribundis、法制定十人委員会）とは、共和政ローマにおいてプレブス（平民）の政治的な要求の高まりを契機として紀元前451年に設置された政治機関である。それまでの制度に代わって国政を取り仕切る権限が付与され、法の成文化、訴訟の裁定、祭儀の運営を行った。単に「十人委員」と言われることもある。他の十人委員会についても付記する。

## 機能
委員会には国政を運営する権限も付与されたので、委員会が活動する期間は執政官（コンスル）や護民官といった他の高位の行政官の職務は停止され、独裁官（ディクタトル）と同じく上訴権は及ばないものとされた。国政は委員会の各人が10日ごとに順番に監督し、この当番となった委員にはファスケスを持ったリクトルが12人、他の委員には一人だけ先導についた（それまで12人のリクトルに先導されるのはコンスルとディクタトルだけであった）。

## 背景
委員会設置の背景には、端的にはプレブスとパトリキ（貴族）の身分闘争、具体的には、パトリキによる公職・神職の独占、プレブスが債務奴隷にされるなどの経済的問題、パトリキによる法の独占や恣意的な運用、などに対するプレブスの反発があり、古くなった法の刷新というプレブスの要求があった。
紀元前486年の執政官スプリウス・カッシウス・ウェケッリヌスが提出したカッシウス法案は、降伏した敵国の領地をプレブスやラティウム同盟民に分配する法案であったが、そのためにパトリキの反発は強く、ウェケッリヌスは処刑され、法案を巡って長年争いが続いた。更にプレブス側は紀元前462年、執政官の権限を制限するテレンティリウス法案を提出し、十人委員会成立前までその争いが続いており、紀元前457年には護民官の定員を10人とすることに成功していた。
紀元前454年、プレブスとパトリキは話し合い、プレブス側からの法案を受け入れられないならば、これまでの古くなった法の代わりに、パトリキ、プレブス双方から責任者を出し合い、新しい法を作ることが提案された。パトリキ側はプレブスからの代表受け入れには難色を示したものの、新法設立には合意し、法研究のためアテナイに使節団が派遣される事となった。
紀元前452年に使節団が帰国すると、プレブスとパトリキは、新法設立を目的として、10人の委員を任命することに合意した。翌紀元前451年、プレブスは護民官の身体不可侵とアウェンティヌスの丘の居住権維持を条件に代表を送り込む事を諦め、最初の委員会は、その年のコンスルに選出されていたアッピウス・クラウディウス・クラッススとティトゥス・ゲヌキウス・アウグリヌスを中心に、完全にパトリキだけで構成された。そのため、後に制定される十二表法にもパトリキ側の利害を代弁しているものがいくつか含まれている。

## 業績
彼らの代表的な業績は、それまでの慣習法やギリシアのソロンの立法を基に、10の表からなる成文法を整備したことである。これは掲示期間を経て修正案が盛り込まれた後、ケントゥリア会に提案され可決された。
しかしながら、検討の結果更に二枚の表が必要とされ、紀元前450年、アッピウス・クラウディウスを中心に再び委員会が組織された。この委員会は前回の法に2つの表を加え、これにより「十二表法」と呼ばれる法が完成された。この法は、ローマにおいて初めての成文法であり、成文化されたことで法の恣意的運用がある程度難しくなり、後世のさまざまなローマ法の基になっている。
しかし、この十人委員会の統治は、彼らが独裁的な権限を悪用するようになり、しだいに横暴で専制的なものになっていった。この頃には、委員各人にファスケスを持った12人のリクトルが先導につき、更にはファスケスにはディクタトルのそれと同じく斧がつけられたままであった。
その後、十人委員会の新法設立という任務が終了しても、委員は退職を拒否した。また、アッピウス・クラウディウスは、ウェルギニアという若いプレブスの女性を気に入り、彼女を手に入れるために不条理な裁判を行い、そのため彼女は、娘の貞操を守ろうとした父親によって殺されてしまうという悲劇が起きた。この事件をきっかけとして十人委員会に対するプレブスらの反乱が起き、紀元前449年、十人委員会は解散され、通常の制度と行政官が復活した。その後の裁判ではアッピウス・クラウディウスが自殺し、他の委員たちも財産を没収され国外追放された。

## メンバー

### 第一次十人委員会
紀元前451年の十人
- アッピウス・クラウディウス・クラッスス・インレギッレンシス・サビヌス: 紀元前471年の執政官 (息子説あり)
- ティトゥス・ゲヌキウス・アウグリヌス: この年執政官に当選していた
- ティトゥス・ウェトゥリウス: 紀元前461年の執政官ティトゥス・ウェトゥリウス・クラッスス・キクリヌスか
- ガイウス・ユリウス・ユッルス (紀元前482年の執政官)
- アウルス・マンリウス・ウルソ (紀元前474年の執政官)、使節団の一員
- セルウィウス・スルピキウス・カメリヌス・コルヌトゥス (紀元前461年の執政官)、使節団の一員
- プブリウス・セスティウス・カピト: 紀元前452年の執政官
- プブリウス・クリアティヌス・フィストゥス・トリゲミヌス: 紀元前453年の執政官
- ティトゥス・ロミリウス・ロクス・ウァティカヌス: 紀元前455年の執政官
- スプリウス・ポストゥミウス・アルブス・レギッレンシス: 紀元前466年の執政官、使節団の一員

### 第二次十人委員会
紀元前450年以降の十人
- アッピウス・クラウディウス・クラッスス・インレギッレンシス・サビヌス: 紀元前471年の執政官（息子説あり）
- マルクス・コルネリウス・マルギネンシス
- マルクス・セルギウス・エスクィリヌス
- ルキウス・ミヌキウス・エスクィリヌス・アウグリヌス: 紀元前458年の執政官
- クィントゥス・ファビウス・ウィブラヌス (紀元前467年の執政官)
- クィントゥス・ポエテリウス・リボ・ウィソルス
- ティトゥス・アントニウス・メレンダ
- カエソ・ドゥイッリウス・ロングス
- スプリウス・オッピウス・コルニケン
- マニウス・ラブレイウス

## 他の十人委員会
ウィリアム・スミス (辞書編集者)によると、他にも民事訴訟の裁判官を務めた十人委員会や、シビュラの書を管理する聖務担当十人委員会、公有地を分配した十人委員会が存在する。